# 史蒂芬·馬洛里二世
小斯蒂芬·拉塞尔·马洛里（英語：Stephen Russell Mallory Jr.，1848年11月2日—1907年12月23日）是佛羅里達州美國參議員和眾議員。他是美國參議員斯蒂芬·拉塞爾·馬洛里的兒子。
出生於南卡羅來納州哥倫比亞。美國內戰期間於1864年加入聯盟軍1865年，被任命為聯盟國海軍見習官，服役至戰爭結束；1869年畢業於華盛頓特區喬治城大學藝術與科學學院，隨後擔任拉丁語和希臘語講師直至1871年學過法律；1872年在路易斯安那州取得律師資格，並在新奧爾良開始執業；搬到佛羅里達州彭薩科拉，1874年並繼續從事法律工作；1876年，佛羅里達州眾議院議員；1880年成為佛羅里達州參議院議員，並於1884年再次當選；代表民主黨當選為第五十二屆美國國會和第五十三屆美國國會議員（1891年3月4日至1895年3月3日）；1894年再次提名的候選人；1897年代表民主黨當選為美國參議院議員，隨後於1903年被任命為參議員，並於1897年5月15日任職，直至1907年12月23日在佛羅里達州彭薩科拉去世；哥倫比亞特區公司委員會主席（第六十屆美國國會）葬於聖米迦勒墳場。